# Džinibeg
Džinibeg (makedonsky Џинибег, albánsky Gjini Beg, 2610 m n. m.) je hora v pohoří Šar planina na kosovsko-severomakedonské hranici. Severomakedonská část masivu leží na hranicích mezi opštinami Bogovinje a Tetovo, kosovská na území opštiny Dragaš. Hora se nachází v hlavním hřebeni mezi vrcholy Trpeznica (2590 m) na jihu a Bardaljevo (2334 m) na severozápadě. Džinibeg tvoří svorník, ve kterém se od hlavního hřebene odděluje rozsocha Titova vrhu. Pod jihovýchodními svahy hory se nachází Belo ezero.